# Philotheria maenalis
Philotheria maenalis är en insektsart som beskrevs av Ronald Gordon Fennah 1957. Philotheria maenalis ingår i släktet Philotheria och familjen Dictyopharidae. Inga underarter finns listade i Catalogue of Life.